# Under Jolly Roger
Under Jolly Roger – trzecia płyta zespołu Running Wild wydana w 1987 roku przez niemiecką Noise Records.

## Spis utworów
1. Under Jolly Roger – 4:42
2. Beggars' Night – 5:05
3. Diamonds of the Black Chest – 3:07
4. War in the Gutter – 3:19
5. Raise Your Fist – 5:30
6. Land of Ice – 4:56
7. Raw Ride – 4:39
8. Merciless Game - 3:45

## Skład
- Rock'n'Rolf - wokal, gitara
- Majk Moti - gitara
- Stephan Boriss - bas
- Hasche - perkusja